# ザ・プリンス箱根芦ノ湖
ザ・プリンス 箱根芦ノ湖（ザ・プリンスはこねあしのこ、The Prince Hakone Lake Ashinoko）は、神奈川県足柄下郡箱根町に所在する客室数135室の高級リゾートホテル。「ザ・プリンス」はプリンスホテルの上級ブランドである。

## 概要
本館建物は村野藤吾氏の設計により竣工。2017年3月より全館に渡って行われてきた改装と機能強化を伴ったリニューアル工事が2019年3月をもって終了。282台の屋外駐車場あり。小田原駅西口より、宿泊者用の無料送迎バスがあるが事前予約の定時出発制となっている。宿泊客向けの大浴場は、箱根十七湯のひとつ「蛸川温泉」を源泉としている。

## 施設
- 本館91室（東棟45室・西棟46室）、別館44室
- レストラン 3店舗、ラウンジ1店舗、バー1店舗
- 宴会場10室
- スパ、温泉、ショップ

## 沿革

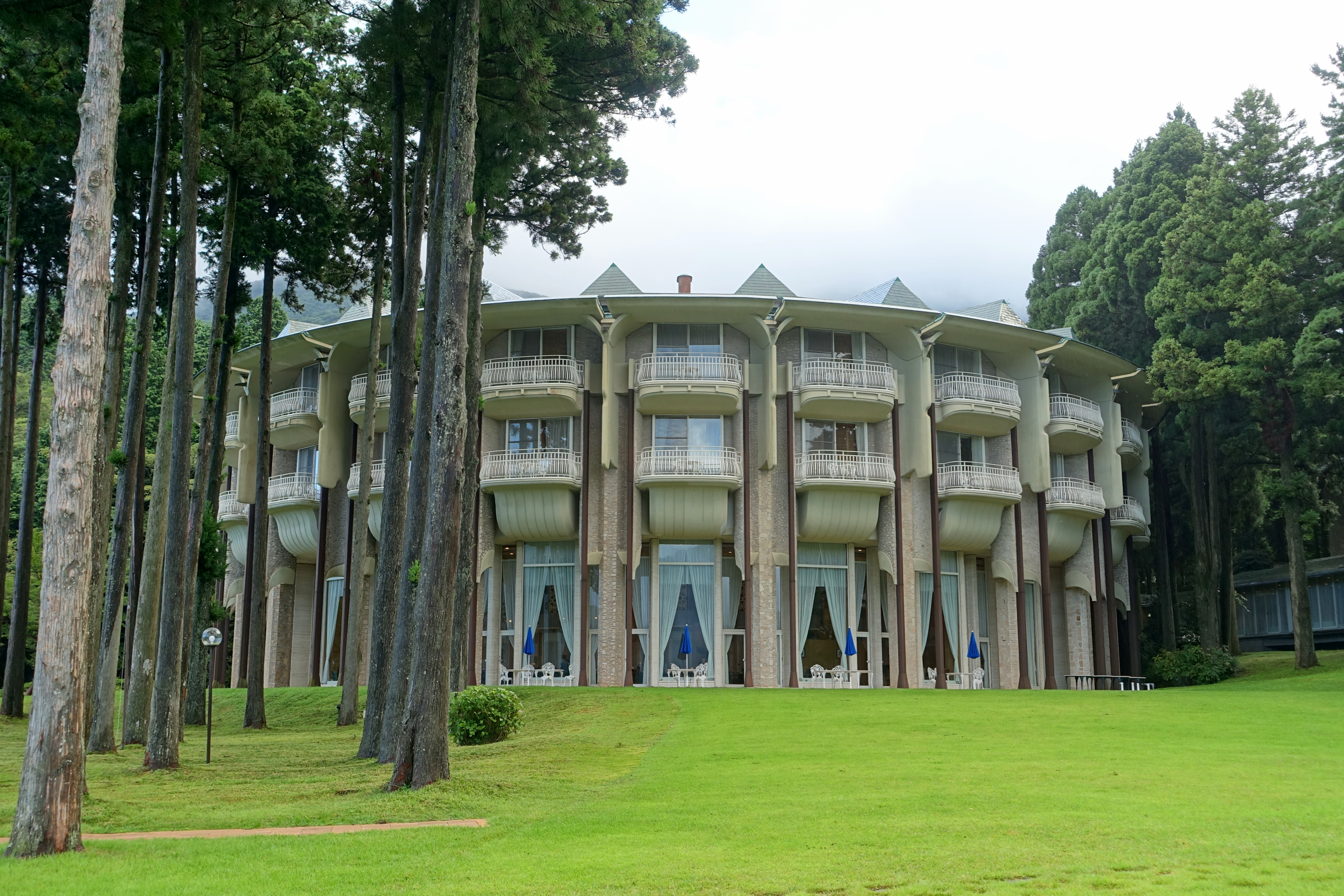
宿泊棟の外観

- 1978年 6月12日 箱根プリンスホテルとして開業。本館開業。
- 1994年 7月 新館（現在の別館）開業。
- 2007年 4月 ザ・プリンス 箱根へ名称変更と同時にリノベーション竣工。
- 2015年 4月1日 ザ・プリンス 箱根からザ・プリンス 箱根芦ノ湖へ名称変更
- 2017年 3月10日 別館44室をリニューアルオープン。
- 2017年 4月17日 グリルレストランを新設。
- 2018年 3月2日 本館西棟46室をリニューアルオープン。
- 2018年 3月3日 露天風呂施設を改装。
- 2018年 6月12日 開業40周年を迎える。
- 2019年 3月2日 本館東棟45室をリニューアルオープン。

## アクセス
電車
- 小田原駅より車・タクシーで約45分
- 箱根湯本駅より車・タクシーで約30分
- 三島駅より車・タクシーで約30分

車
- 東名高速道路
  - 厚木ICから小田原厚木道路経由で約52 km。所要時間平常時約1時間。
  - 御殿場ICより国道138号を約24 km。所要時間約45分。

バス
- 小田原駅西口から宿泊者専用送迎バス（要事前予約・定時出発制）
- 小田原駅東口5番乗り場から伊豆箱根バスで所要時間約80分、系統番号「J」にて「ザ･プリンス 箱根芦ノ湖」または「箱根園」（同一施設敷地内徒歩5分）バス停下車。
- 箱根湯本駅1番乗り場から伊豆箱根バスで所要時間約65分、系統番号「J」にて「ザ･プリンス 箱根芦ノ湖」または「箱根園」（同一施設敷地内徒歩5分）バス停下車。
- 小田急ハイウェイバスで新宿駅西口から所要時間平常時約2時間25分、「箱根園」バス停下車。（同一施設敷地内徒歩5分）

## 関連項目

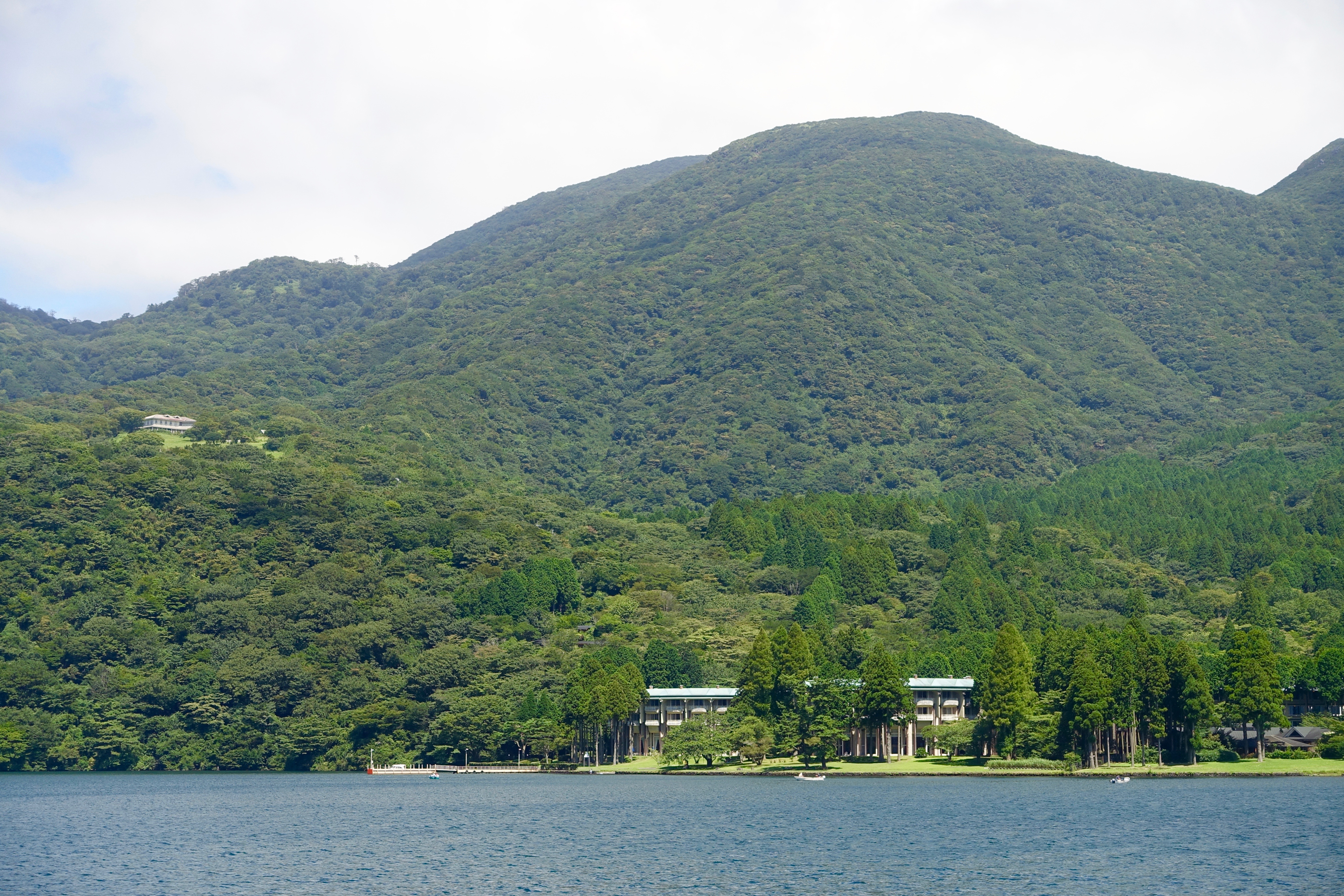
芦ノ湖から